# Praia das Bananas
A Praia das Bananas é uma praia do Arquipélago de São Tomé e Príncipe, localiza-se a Norte da ilha do Príncipe entre ao ilhéu dos Mosteiros e a Praia das Burras.